# Francisco Santana
Francisco Antunes Santana, conhecido sobretudo como Francisco Santana (Santiago, Lisboa, 11 de outubro de 1924 — Sé, Funchal, 5 de março de 1982), foi um bispo católico português.

## Biografia
Nasceu na freguesia de Santiago, em Lisboa. Era filho de António Francisco Santana e de Ana de Jesus Santana.
D. Francisco Antunes Santana foi Bispo do Funchal (Madeira) entre 1974 e 1982, precedendo D. Teodoro de Faria.
Morreu em 5 de março de 1982, na freguesia da Sé, no Funchal, vítima de cancro do pâncreas. Foi sepultado no cemitério de S. Martinho, no Funchal.